# 黑帆
《黑帆》（英語：Black Sails）是一部美國歷史冒險电视剧，以海盗為题材，並且是羅伯特·路易斯·史蒂文森所寫的小說《金銀島》的前傳。本劇由Jonathan E. Steinberg和Robert Levine創作，在Starz电视台播出。。Steinberg擔任執行製作人，還有米高·比爾、布拉德利·富勒和安德魯·佛姆共同监制。本劇在2014年1月25日首播，總共播放了4季，至2017年4月2日完結。

## 演員
- 托比·斯蒂芬斯 飾 詹姆斯·麥葛洛（James McGraw）／費林特船長（James McGraw/Flint（英语：Captain Flint））[2]
- 漢娜·紐（英语：Hannah New） 飾 伊蓮娜·古瑟瑞（Eleanor Guthrie），理察德的女兒
- 盧克·阿諾德 飾 約翰·西爾弗
- 傑西卡·派克·甘迺迪（英语：Jessica Parker Kennedy） 飾 Max
- 湯姆·霍珀 飾 比爾·蓬斯
- 查克·麥葛溫 飾 查爾斯·范恩（第1–3季）
- 托比·史密茲（英语：Toby Schmitz） 飾 約翰·拉克姆
- 克拉拉·佩吉特（英语：Clara Paget） 飾 安妮·伯尼
- Mark Ryan（英语：Mark Ryan (actor)） 飾 Hal Gates（第1季）
- 海金·凱-卡辛（英语：Hakeem Kae-Kazim） 飾 Mr. Scott（第1–3季）
- 西恩·卡麥隆·麥可 飾 理察德·古瑟瑞（Richard Guthrie），伊蓮娜的父親（第1–2季）
- Louise Barnes（英语：Louise Barnes） 飾 米蘭達·巴洛太太（Miranda Hamilton/Barlow）（第1–3季）
- 魯伯·潘瑞-瓊斯 飾 Lord Thomas Hamilton（第2季，客串第4季）
- 盧克·羅伯斯 飾 伍茲·羅傑斯（第3–4季）
- 雷·史蒂文森 飾 愛德華·蒂奇（第3–4季）
- 大衛·威爾莫特（英语：David Wilmot (actor)） 飾 Israel Hands（英语：Israel Hands）（第4季）
- 哈里特·沃特（英语：Harriet Walter） 飾 Marion Guthrie（第4季）

## 參註
1. ↑  .   [2015-03-30]. （原始内容存档于2015-04-02）.
2. ↑  Anderson, D.M. . Movie Pilot. December 30, 2014  [November 8, 2015]. （原始内容存档于August 31, 2016）.

## 外部連結
- 在Netflix上觀看《黑帆》
- 互联网电影数据库（IMDb）上《黑帆》的资料（英文）
- 豆瓣电影上《黑帆》的資料 （简体中文）